# Chabrey
Chabrey est une ancienne commune et une localité suisse de la commune de Vully-les-Lacs du canton de Vaud, située dans le district de la Broye-Vully.

## Histoire
Chabrey fut mentionné en 1343 sous le nom de Charbrey. Sur la falaise qui domine le site s'élevait une tour du haut Moyen Âge ou château de Montbec. Chabrey appartenait à l'évêque de Sion. Le village fit partie de la châtellenie savoyarde de Cudrefin (dès 1246), puis du bailliage d'Avenches (1536-1798) et du district homonyme (jusqu'en 2006). Au XVe siècle, Chabrey et Villars-le-Grand formaient une seule commune. Un début d'autonomie vit le jour au XVIe siècle. Chabrey possédait un Conseil des XII. Une école exista dès 1680. De nombreux conflits survinrent entre Chabrey et Villars-le-Grand à propos des pâturages ; la commune de Chabrey possédait encore des terres à Villars-le-Grand au début du XXIe siècle. Chabrey est rattaché à la paroisse de Constantine. La population est formée en majorité d'ouvriers et d'employés et de quelques agriculteurs, artisans et indépendants. Hors du village, des villas cossues dominent le lac.
Durant plus de 502 ans, Chabrey a été une commune autonome (1509-2011). Depuis le 1er juillet 2011, Chabrey a fusionné avec les communes de Bellerive, Constantine, Montagny, Mur, Vallamand et Villars-le-Grand pour former la commune de Vully-les-Lacs.

## Géographie
Chabrey est située au pied du versant nord du Mont Vully, entre les lacs de Neuchâtel et Morat, à 7 km au nord d’Avenches. Le territoire s'étend de la rive du lac de Neuchâtel, au versant sud du Vully, où se trouve un petit vignoble. Les villages voisins de Chabrey sont Delley-Portalban (ouest), Villars-le-Grand (sud), Montmagny (sud-est) et Cudrefin (nord-est).
En 1997, le territoire était constitué de 6 % de zones bâties, de 37 % de zones forestières, de 45 % de zones agricoles, et d’un peu moins de 12 % de terres improductives (la Grande Cariçaie, le long du lac de Neuchâtel).
Chabrey–Pointe de Montbec I est le nom d'un site palafittique préhistorique des Alpes, situé sur les rives du lac de Neuchâtel, près du village de Chabrey. Le site a été classé le 27 juin 2011 au patrimoine mondial de l'UNESCO avec 110 autres sites lacustres du Néolithique dans les Alpes. Le site, situé dans un environnement naturel préservé, est une vaste station du Bronze final. La structure architecturale est très régulière avec des bâtiments disposés perpendiculairement à la rive et protégés par un système quadrangulaire de palissades (100 × 70 m). On distingue au moins deux phases de constructions. Dans le lac, se trouvent les pilotis encore bien préservés, ils sont en relation avec une strate archéologique déposée au large du rivage.

## Démographie
Avec 270 habitants (fin 2010) Chabrey appartenait aux petites communes du canton de Vaud. La population de Chabrey s'élevait à 283 habitants en 1850, puis 222 habitants en 1900. Après que le nombre d'habitants ait diminué jusqu'à 136 en 1970, un accroissement significatif de la population a été enregistré depuis lors. La langue officielle est le français, parlée par 86,4 % de la population, 11,6 % de la population parle allemand et 1,0 % portugais (2000). La population est à 70 % protestante et un peu moins de 20 % catholique (2000).